# Станислав Памукчиев
Станислав Минков Памукчиев е български художник.

## Биография
Роден е в София на 9 май 1953 г. Завършва Художествената гимназия „Илия Петров“ и специалност стенопис в ВИИИ „Николай Павлович“ в София при проф. Димо Заимов (1979). Професор в катедра „Рисуване“ на НХА.
Член на Управителния съвет и секретар на секция „Живопис“ на Съюза на българските художници.
Куратор на участието на НХА в Международния проект „Трансформ“ в Солун, Гърция (2012) и на изложбата „Огън“, част от проекта „Идея за дом“ на СБХ (2012).

## Самостоятелни изложби
Станислав Памукчиев има над 40 самостоятелни изложби, сред които:
- „Реликти“, зала „Райко Алексиев“, София, 2000[2];
- „93 – 03“, СГХГ, София, 2003[3];
- „Пепели“, Музей за съвременно изкуство, Белград, Сърбия, 2004;
- „Начала“, Галерия „Кръг +“, София, 2004;
- „Бяла стая“, Галерия „Сибанк“ CREDO BONUM, София, 2006;
- „Начала“, Музей за съвременно изкуство, Скопие, Македония, 2008;
- „Хронотопи“, Галерия „Райко Алексиев“, София, 2009[1];
- Изложба БКЦ Париж, 2010;
- „Гранично/безгранично“, СБХ, Шипка 6, 2013;
- „Пепелни картини“, Галерия „Академия“, НХА, София, 2013;
- „Опуси“, Галерия „Резонанс“, Пловдив, 2013[4];
- „Утаено време“, Галерия „Райко Алексиев“, 2015;
- „Начала“, БКИ Прага, 2016.
- „Преминаване“, Национална художествена галерия, София, 2016;
- „Завръщане“, Галерия „Вл. Димитров – Майстора“, гр. Кюстендил, 2017 г.;
- „Завръщане“, Галерия „Райко Алексиев“, СБХ, София, 2017 г.;
- RETURNING, ART Center HUGO VOETEN, Herentals, Belgium, 2017;

## Общи и международни изложби
- ЕFА, Център за съвременно изкуство, Ню Йорк, САЩ, 2001;
- DONUMENTA, Регенсбург, Германия, 2005;
- Биенале за съвременно изкуство (НГ), Прага, Чехия, 2005;
- ХІ триенале, Ню Делхи, Индия, 2005;
- Актуална сцена – България, Музей „Лудвиг“, Кобленц, Германия, 2008;
- Колекция на Европейски парламент, Брюксел, Белгия, 2011;
- Международен фестивал за съвременно изкуство „Скулптура и обект“, Братислава, Словакия, 2011;
- Арт център „Hugo Voeten“, Херенталс, Белгия, 2012.[1]
- Съвременна българска живопис, Ханджоу, Китай, 2014;
- Safe the dreams, Benetton Collection, Imago mundi, Венеция, 2015;
- Спорът за реалността, СБХ, Шипка 6, 2017 г.;

## Публикации
- „Пластическият идиом....“, Научна конференция „Рисуването“, НХА, София, 2001;
- (в съавторство с Петер Цанев) „Неразказаната българска абстракция“, 2014.[5]

## Награди
- Голямата награда на „Международно триенале на живописта“, София, 1996;
- Годишна награда за култура „Златно перо“, 2002;
- Национална награда за живопис „Захари Зограф“, 2003;[1]
- Национална награда за живопис „Владимир Димитров – Майстора“, 2015.[6][7][8]
- През май 2016 г. е отличен с орден „Св. св. Кирил и Методий“ – първа степен.[9]
- Почетен гражданин на София (2023)[10]